# Bataille de Dry Wood Creek
Guerre de Sécession
Batailles
Opérations pour contrôler le Missouri
- Boonville
- Cole Camp
- Carthage
- Wilson's Creek
- Dry Wood Creek
- Liberty
- Lexington (1re)
- Fredericktown
- Springfield (1re)
- Mount Zion Church
- Blackwater Creek (en)

La bataille de Dry Wood Creek ou bataille des mules s'est déroulée le 2 septembre 1861 durant la guerre de Sécession,, et a contribué au retrait des forces fédérales de l’État du Missouri.

## Préambule
Après sa victoire lors de la bataille de Wilson's Creek en août 1861, le major général Sterling Price, à la tête de la milice du Missouri, entreprend de prendre Lexington et ainsi libérer le Missouri.

## Bataille
Sur sa route, il décide de faire un détour par le Kansas pour attaquer Fort Scott, occupé par quelques milliers d'hommes de l'Union, sous les ordres du colonel James Henry Lane. Après un assaut des éclaireurs de Price, Lane entreprend d'évacuer la place et envoie le colonel James Montgomery (en) avec ses hommes du 3e régiment d'infanterie du Kansas ralentir l'avance des Missouriens.
Le 2 septembre, la force principale de Price marche sur Fort Scott et, alors qu'elle traverse le ruisseau Dry Wood Creek à Hogan's Crossing,, au sud de Deerfield, elle tombe sur les troupes de Montgomery.
Les Kansasais occupent le fond du ruisseau et tirent un feu nourri sur l'infanterie de Price qui est appuyée par une batterie de 3 canons commandée par le capitaine Hiram Bledsoe et une autre de 4 canons sous les ordres du capitaine Henry Guibor (en). À court de munitions et submergé par le nombre, Montgomery se retire sur Fort Scott, laissant ses mules aux mains des miliciens.
À la suite de cette bataille, Lane abandonne le fort pour se retirer au Kansas et Price continue son chemin vers Lexington.